# Turinskaja Słoboda
Turinskaja Słoboda (ros. Туринская Слобода) – wieś (sieło) w Rosji, w obwodzie swierdłowskim, ośrodek administracyjny rejonu słobodo-turińskiego. W 2010 liczyła 5955 mieszkańców.